# Te boté
«Te boté» es una canción de los cantantes y raperos puertorriqueños Casper Mágico, Nio García y Darell. La canción fue lanzada por Flow la Movie Inc. como sencillo el 1 de diciembre de 2017. El 13 de abril de 2018, una versión remix de "Te boté" con Nicky Jam, Bad Bunny y Ozuna se lanzó como sencillo. El 19 de mayo de 2018 un remix en inglés de la canción fue lanzado con Conor Maynard y Anth. El 1 de enero de 2019, se lanzó una nueva versión con el cantante Anuel AA. El 4 de enero de 2019 se publicó en YouTube la versión absoluta de la canción, con los intérpretes ya mencionados, Cosculluela, Wisin & Yandel y Jennifer Lopez.

## Video musical
El video musical de «Te boté» se estrenó el 30 de noviembre de 2017 en el canal de YouTube de Flow La Movie.

## Listado de canciones
| Descarga digital |           |          |  |
| N.º              | Título    | Duración |  |
| 1.               | «Te boté» | 4:15     |  |

| Descarga digital – Electronic Remixes EP |                                                               |          |  |
| N.º                                      | Título                                                        | Duración |  |
| 1.                                       | «Te boté (Moombahton remix)» (con DJ Willie)                  | 2:57     |  |
| 2.                                       | «Te boté (Kameo & Ritmo Raid remix)» (con Kameo & Ritmo Raid) | 3:45     |  |
| 3.                                       | «Te boté (Shermanology remix)» (con Shermanology)             | 3:50     |  |
| 4.                                       | «Te boté (Kazzanova remix)» (con DJ Kazzanova)                | 2:36     |  |

## Posicionamiento en listas

### Listas semanales
| Lista (2018)                       | Lista más alta |
| ---------------------------------- | -------------- |
| El Salvador (Monitor Latino)       | 10             |
| Francia (SNEP)                     | 54             |
| Italia (FIMI)                      | 11             |
| Países Bajos (Mega Single Top 100) | 53             |
| Nicaragua (Monitor Latino)         | 1              |
| Perú (Monitor Latino)              | 6              |
| España (PROMUSICAE)                | 1              |
| Suiza (Schweizer Hitparade)        | 38             |

### Listas de fin de año
| Lista (2018)                | Posición |
| --------------------------- | -------- |
| Italia (FIMI)               | 31       |
| Suiza (Schweizer Hitparade) | 83       |

## Certificaciones
| Región                | Certificación    | Unidades vendidas |
| --------------------- | ---------------- | ----------------- |
| Francia (SNEP)        | Oro              | 100,000           |
| Italia (FIMI)         | Platino          | 50,000            |
| España (PROMUSICAE)   | 3× Platino       | 120,000           |
| Estados Unidos (RIAA) | Platino (Latino) | 60,000            |

## Historial de lanzamiento
| Región | Fecha                  | Formato                                  | Sello              | Ref.  |
| ------ | ---------------------- | ---------------------------------------- | ------------------ | ----- |
| Varios | 1 de diciembre de 2017 | Descarga digital                         | Flow La Movie Inc. | [ 5 ] |
| Varios | 6 de marzo de 2018     | Descarga digital (Electronic remixes EP) | Flow La Movie Inc. | [ 6 ] |

## Remezcla
El 13 de abril de 2018, una remezcla de la canción presentó a los puertorriqueños Bad Bunny, Nicky Jam y Ozuna. El remix estuvo disponible en todo el mundo como sencillo.  Fue producido por los productores DJ Nelson, Young Martino, Kronix Magical, y Shorty Complete.

### Video musical
El video musical del remix de «Te boté» se estrenó el 12 de abril de 2018, en el canal de YouTube de Flow la Movie. A partir de mayo de 2019, el video ha recibido más de 2.300 millones de visitas y es el 39 vídeo más visto del sitio..

### Lista de canciones
| Descarga digital |                                              |          |  |
| N.º              | Título                                       | Duración |  |
| 1.               | «Te boté» (con Bad Bunny, Nicky Jam y Ozuna) | 6:57     |  |

### Posicionamiento en listas

#### Listas semanales
| Lista (2018)                          | Posición más alta |
| ------------------------------------- | ----------------- |
| Canadá (Canadian Hot 100)             | 98                |
| Suecia Heatseeker (Sverigetopplistan) | 9                 |
| Estados Unidos (Billboard Hot 100)    | 36                |
| Estados Unidos (Hot Latin Songs)      | 1                 |

#### Listas de fin de año
| Listas (2018)                              | Posición |
| ------------------------------------------ | -------- |
| Estados Unidos Billboard Hot 100           | 81       |
| Estados Unidos Hot Latin Songs (Billboard) | 5        |

### Certificaciones
| Región                                                           | Certificación            | Unidades certificadas / Ventas |
| ---------------------------------------------------------------- | ------------------------ | ------------------------------ |
| Estados Unidos ( RIAA )                                          | 71 × Diamante ( Latina ) | 3,180,000                      |
| Cifras de ventas y transmisión basadas solo en la certificación. |                          |                                |

### Historial de lanzamientos
| Región | Fecha               | Formato          | Sello              | Ref.   |
| ------ | ------------------- | ---------------- | ------------------ | ------ |
| Varios | 13 de abril de 2018 | Descarga digital | Flow La Movie Inc. | [ 20 ] |